# Plauto Guimarães
Plauto de Barros Guimarães (São Paulo,  — , 1972) é um nadador brasileiro, que participou da edição dos Jogos Olímpicos de  Verão de 1948 pelo Brasil.
Formado em direito, era fazendeiro e foi presidente do Sindicato Rural de Aura e membro da Cooperativa de Cafeicultores de Piraju.

## Trajetória esportiva
Em 1944 já competia em provas de natação escolar, representando o Colégio Ipiranga, em São Paulo; o destaque alcançado nessas competições levou a um convite para competir pelo Esporte Clube Pinheiros.
 Em 1946 foi vice-campeão sul-americano no revezamento 4x100 metros livre e 4x200 metros livre.
Nas Olimpíadas de 1948 em Londres, nadou os 100 metros livre, não chegando à final da prova. Também se classificou para nadar o revezamento 4x200 metros livre mas, nas eliminatórias, Willy Otto Jordan convenceu os juízes a fazer uma nova prova de classificação, onde ele tomou a vaga de Plauto. No mesmo ano, Paluto foi recordista brasileiro no revezamento 4x100 metros nado livre.
Em 1955, Plauto já havia se aposentado da natação. 